# Iris Andraschek
Iris Andraschek (auch Iris Andraschek-Holzer; * 23. Juni 1963 in Horn) ist eine österreichische bildende Künstlerin.

## Leben und Wirken
Iris Andraschek studierte von 1982 bis 1988 an der Akademie der bildenden Künste Wien bei Maximilian Melcher. Von 1986 bis 1987 befand sie sich in Ausbildung an der Freskoschule in Bozen. Die Künstlerin ist hauptsächlich in Niederösterreich und Wien tätig. Ihre Schwerpunkte liegen in der inszenierten Fotografie, Zeichnung und Kunst im öffentlichen Raum. Bedeutende größere Arbeiten entstanden beispielsweise in Gmünd und in Wiener Neustadt oder im Hof der Universität Wien. Zahlreiche Arbeiten im öffentlichen Raum hat Andraschek mit ihrem künstlerischen Partner Hubert Lobnig geschaffen. In der Gemeinde Reinsberg realisierten sie mehrmals eine Art von zeitgenössischer Form von Symposium, wo sie viele andere Künstler dazu einluden eine Installation oder Performance für den Ort zu schaffen. Im Projekt Wohin verschwinden die Grenzen? wurde eine Zaunskulptur mit selbigen Schriftzug am ehemaligen Eisernen Vorhang im Grenzort Fratres und Slavonice installiert. 2010 wurden die beiden für ihre vielfältige Arbeit im ländlichen Raum mit dem Würdigungspreis des Landes Niederösterreich ausgezeichnet. Aktuell sind mehrere Autoskulpturen entlang der Großglockner Hochalpenstraße im Rahmen der Freiluftausstellung SERPENTINE – a touch of Heaven (and Hell) zu sehen. Die Schau läuft von 2020 bis 2022 und ist während der Öffnungszeiten der Straße zu besichtigen.
In den Jahren von 1997 bis 2000 war sie für die Niederösterreichische Landesregierung als Beirat für Kunst im öffentlichen Raum tätig. Sie ist seit 2008 Mitglied der Künstlervereinigung MAERZ, weiters beim Verein FLUSS, Niederösterreichische Initiative für Foto- und Medienkunst in Wolkersdorf im Weinviertel und bei der Wiener Secession.
Ihr Partner Hubert Lobnig und ihre Tochter Rosa Andraschek sind ebenfalls künstlerisch tätig. Iris Andraschek lebt und arbeitet in Wien und Mödring.

## Auszeichnungen
Ihre Tätigkeit wurde durch zahlreiche Stipendien und Preise, unter anderem 1984 mit dem Fügerpreis in Silber und 1988 mit dem Förderungspreis des Landes Niederösterreich, gefördert. 2010 Würdigungspreis des Landes Niederösterreich (gemeinsam mit Hubert Lobnig).
2015 wurde sie mit dem Österreichischen Kunstpreis ausgezeichnet. Für 2018 wurde ihr der Preis der Stadt Wien für Bildende Kunst zugesprochen.

## Werke

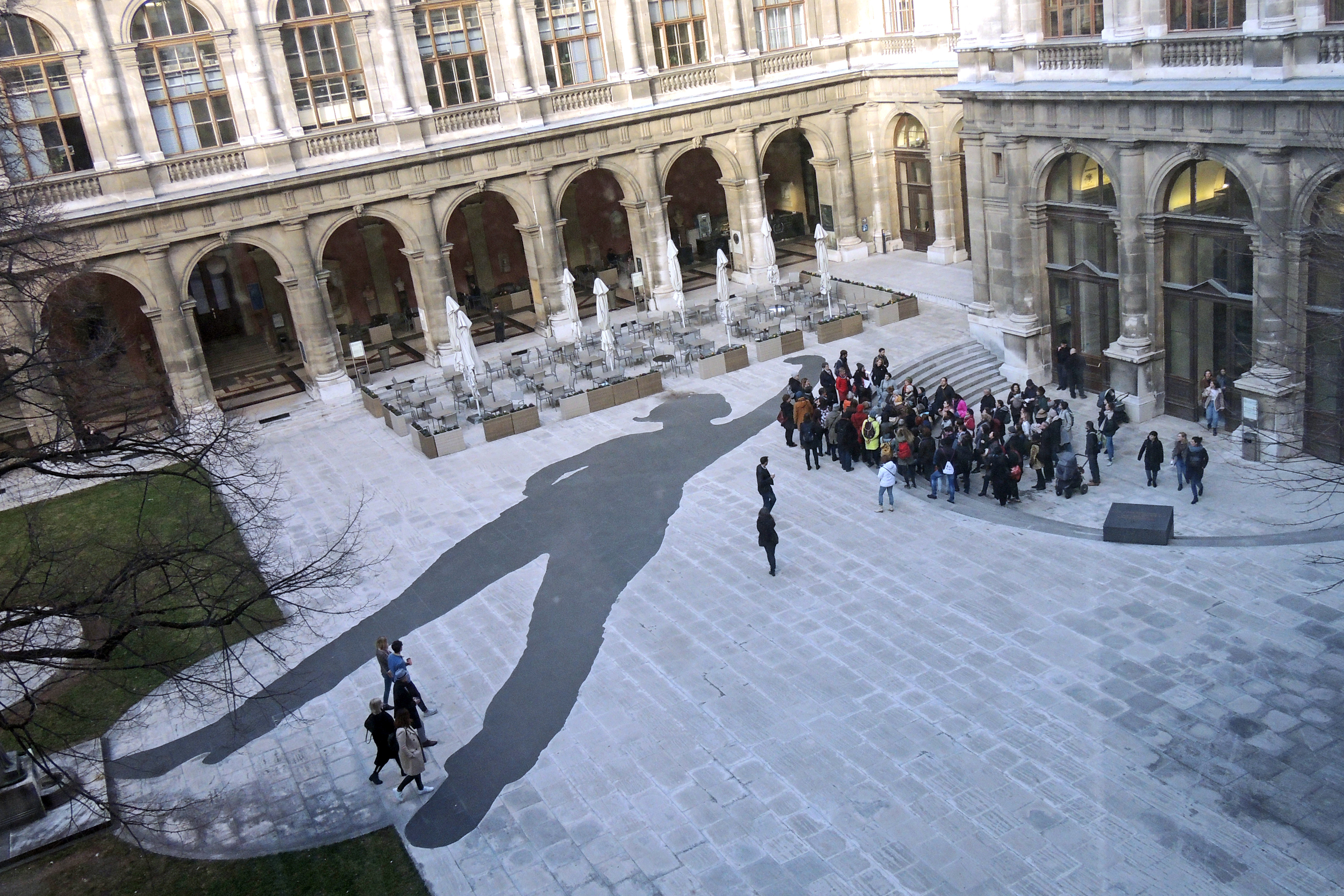
Der Muse reichts (2009), Universität Wien
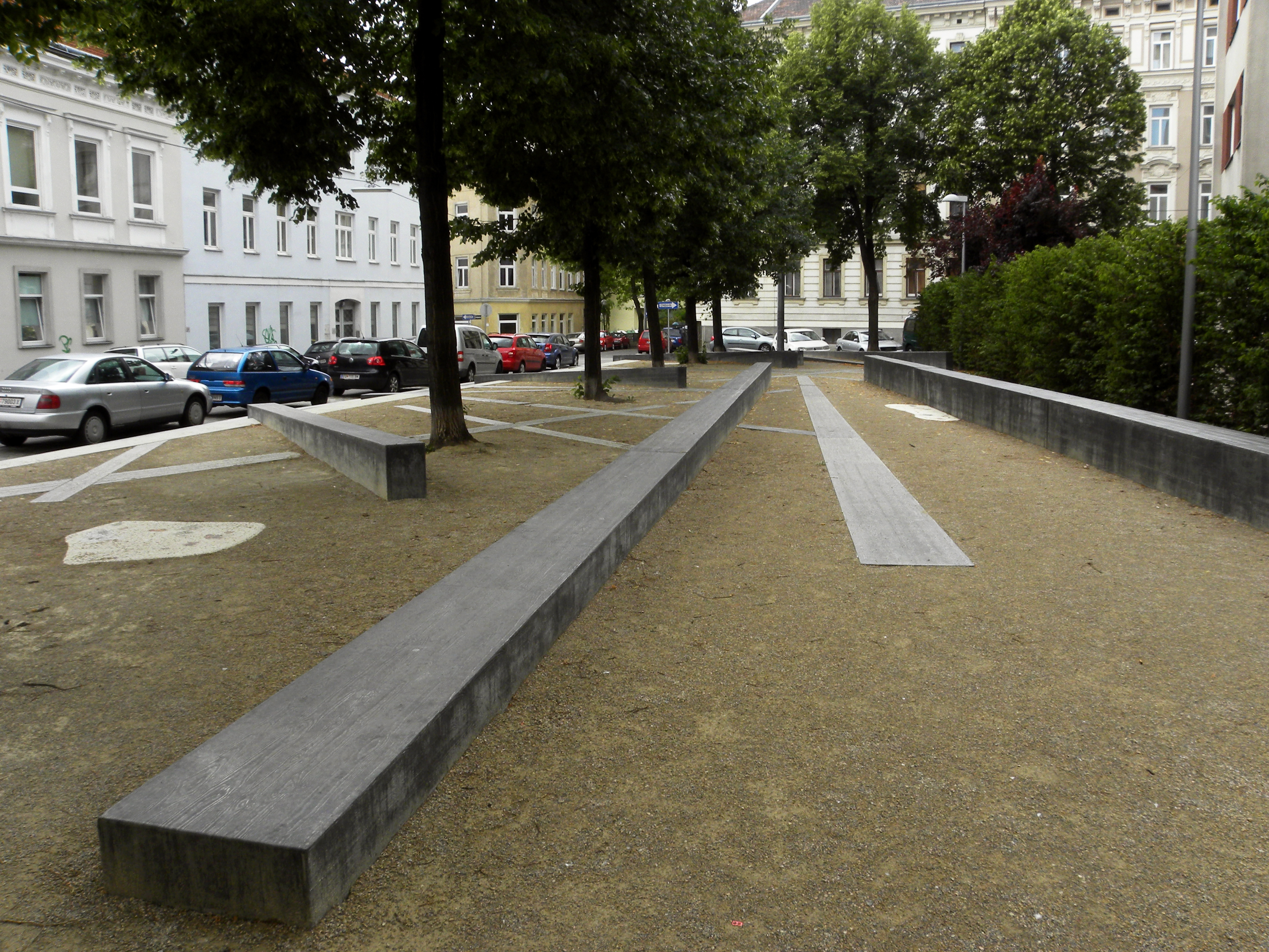
Erinnerungsort Turnertempel (2011 gemeinsam mit Hubert Lobnig)
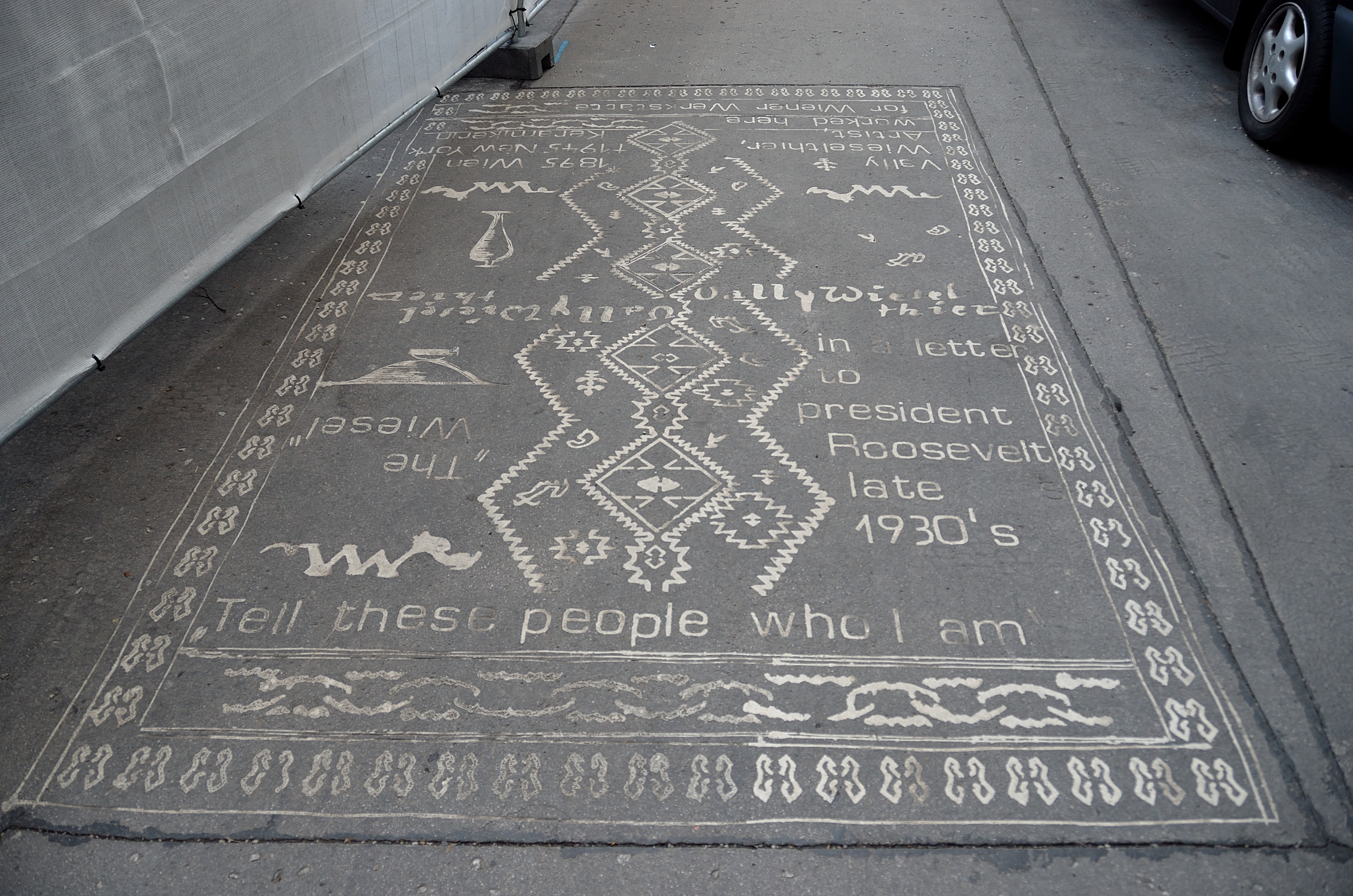
Tell these people who I am, Vally Wieselthier (2012)
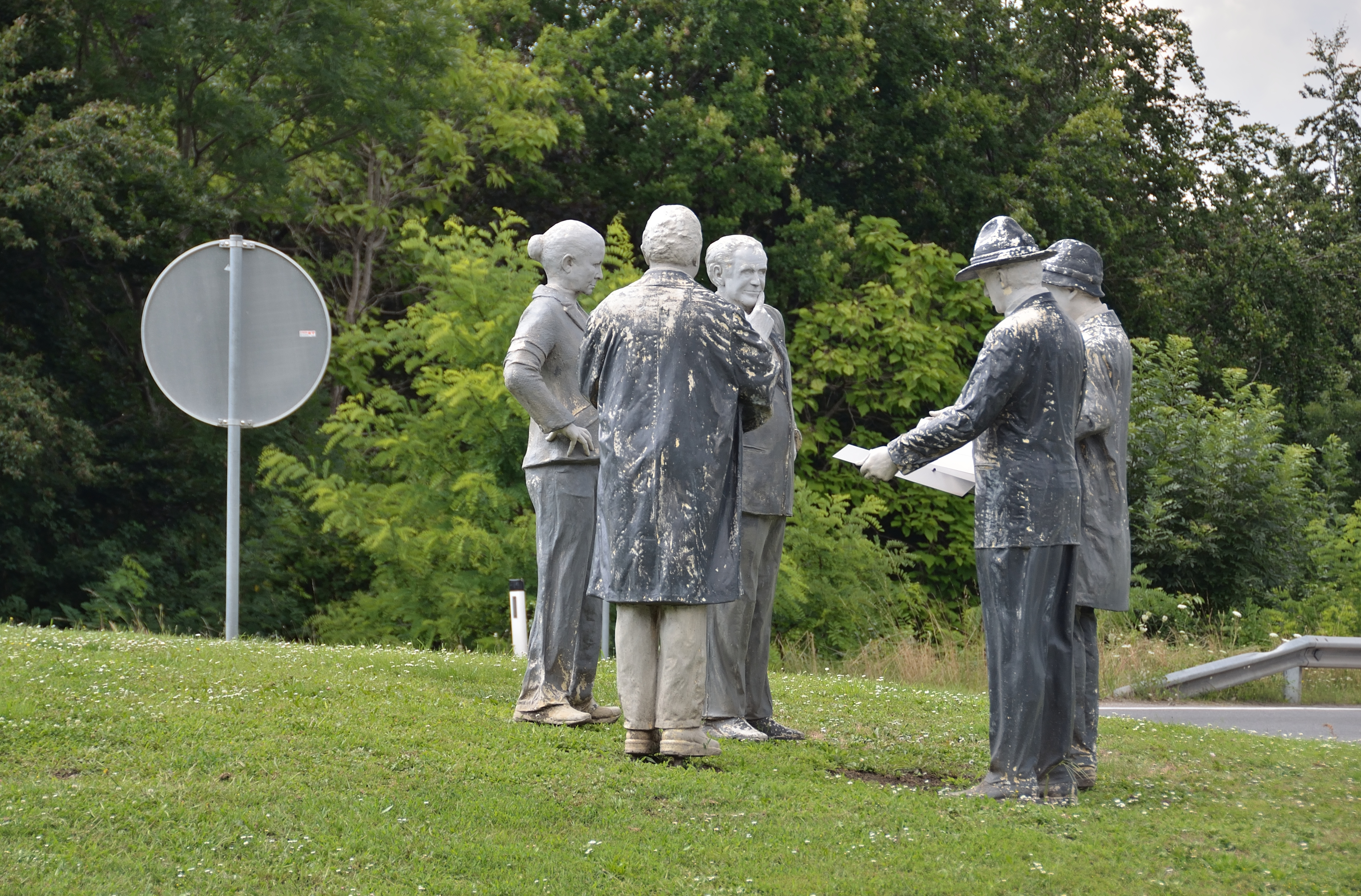
Die Baubesprechung (2013 gemeinsam mit Hubert Lobnig)
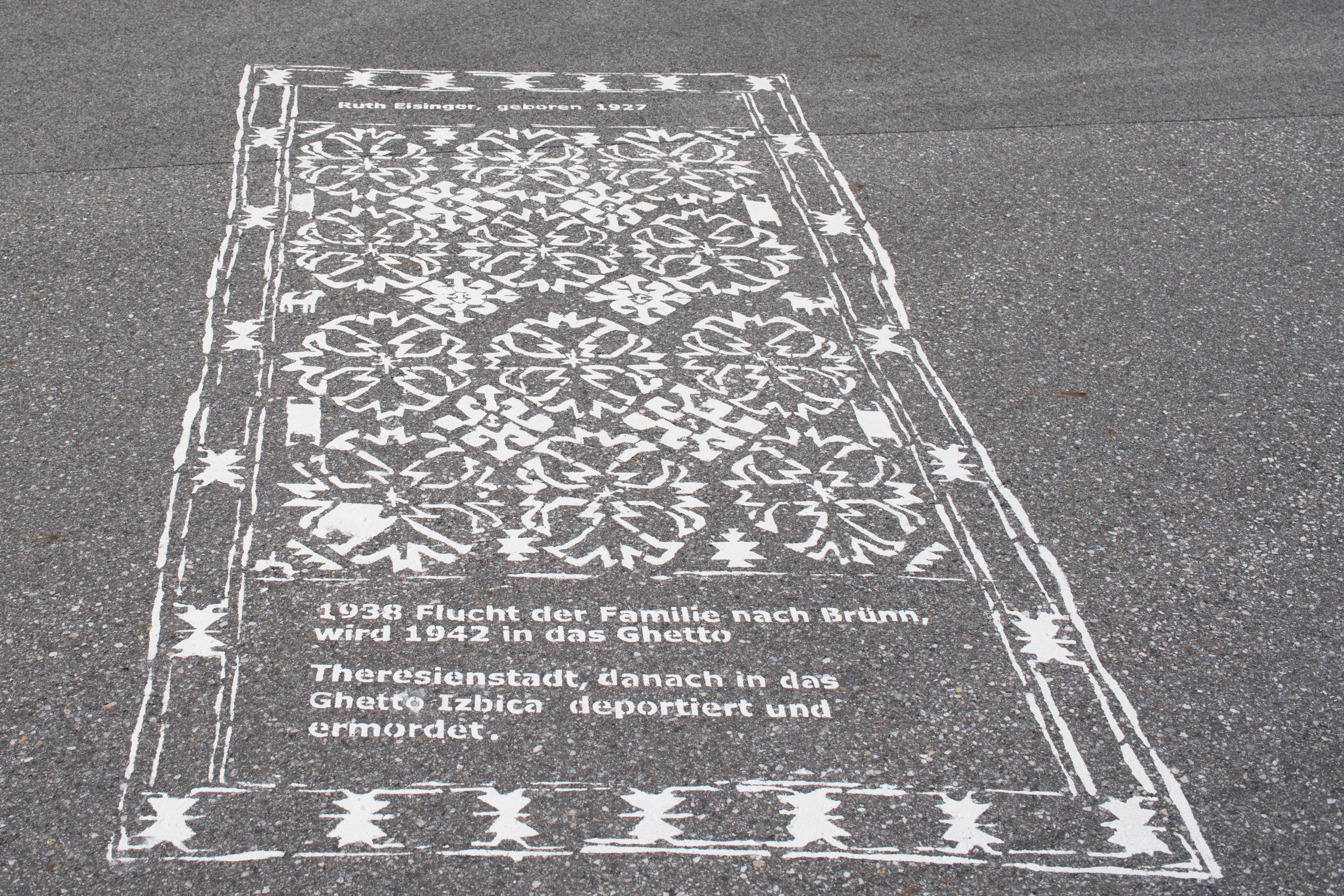
Ich bin hier. (2021)

- 2021 Interaktive Gedenk-Installation sowie 30 Plakate zum Kulturpolitiker Helmut Strobl (1943–2019) im Kunsthaus Graz[6]